# Cattleya tenuis
Cattleya tenuis là một loài phong lan. Trong tiếng Anh, nó có chung tên thông dụng là Easter orchid (phong lan Phục Sinh) với loài C. mossiae và C. schroederae.